# سوومنلينا

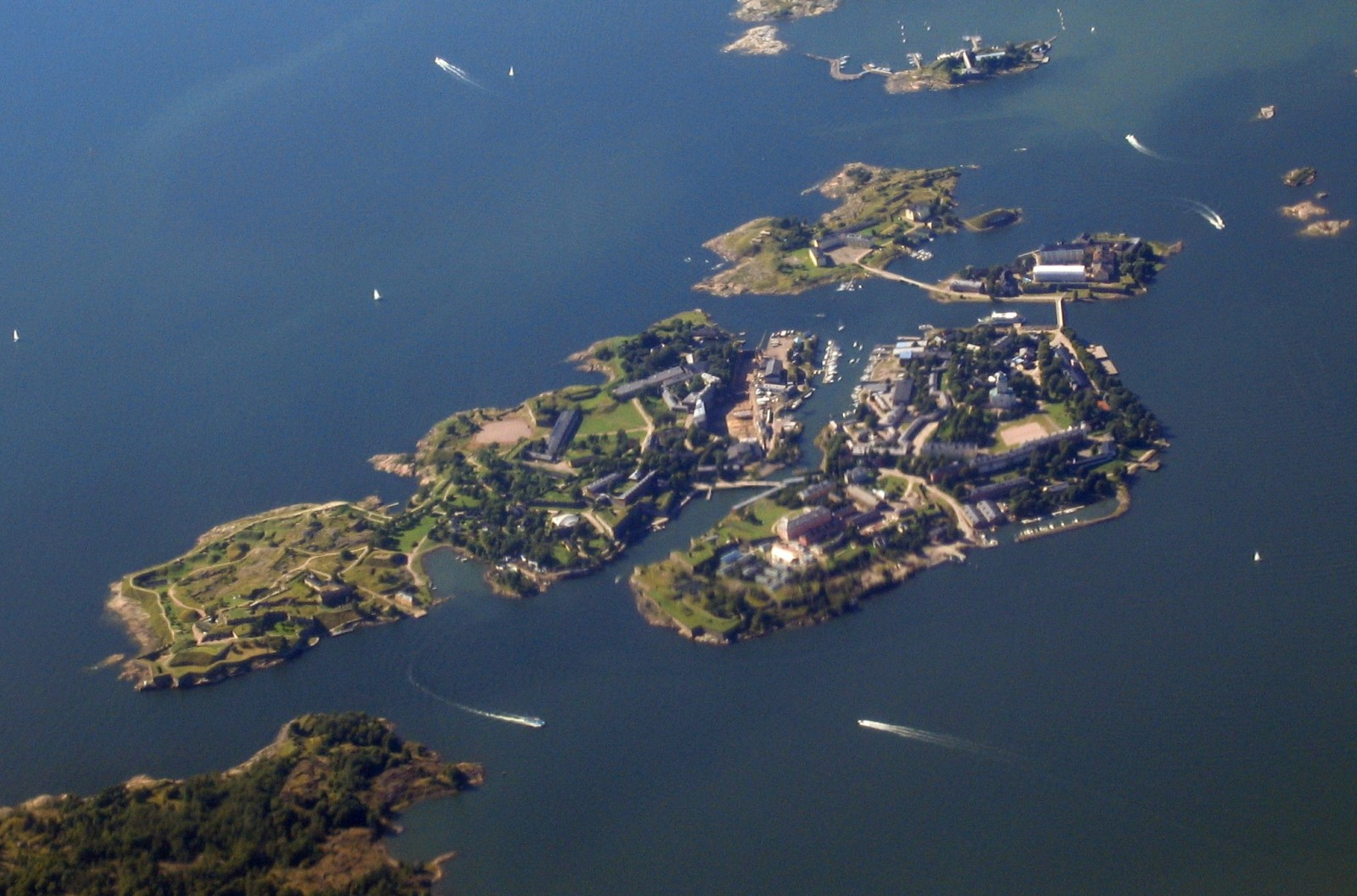
منظر جوي لسومينلينا

سوومنلينا (بالفنلندية Suomenlinna)، كانت تعرف بفيابوري (Viapori) حتى عام 1918، قلعة بحرية مأهولة بنيت على ستة جزر (كوستانمييكا، سوسيساري، ايزو موستاساري، بيكو - موستاساري، لانسي- موستاساري ولونغورن) وهي تشكل الآن جزءاً من العاصمة فنلندية هلسنكي.
سوومنلينا هي إحدى موقع التراث العالمي لليونسكو وذات شعبية سواءً لدى السياح ولدى الأهالي، الذين يتمتعون بها كموقع خلاب للنزهة. اسمها الأصلي سفيابورغ (حصن سفيا)، أو فيابوري كما سمّاها الفنلنديون، سميت سوومنلينا (قلعة فنلندا) في عام 1918 لأسباب وطنية وقومية، رغم أنها لا تزال تُعرف أحياناً بالاسم الأصلي، عادة ما يستخدم اسم سفيابورغ في الأوساط الناطقين باللغة السويدية.
بدأ التاج السويدي بناء القلعة سنة 1748 للحماية ضد التوسع الروسي. ألقيت المسؤولية العامة للعمل على عاتق أوغسطين إهرنسفارد. تأثر المخطط الأصلي للقلعة الحصن بشدة بأفكار المهندس العسكري الفرنسي فوبان، وبمبادئ أسلوب التحصين النجمي، وإن كانت تكييفها مع مجموعة من الجزر الصخرية.
بالإضافة إلى جزيرة القلعة نفسها، من شأن تحصينات الواجهة البحرية قي البر الرئيسى أن تضمن عدم تمكن العدو من الحصول على موطئ قدم على الشاطئ يشن منه هجمات. 
كان من أهداف المشروع أيضاً تخزين الذخائر لكامل الحامية الفنلندية بالجيش السويدي وللبحرية الملكية السويدية هناك. في خضم الحرب الفنلندية استولت روسيا على القلعة في 3 مايو 1808، الأمر الذي مهد الطريق لأن تحتل القوات الروسية فنلندا سنة 1809.

## معرض صور

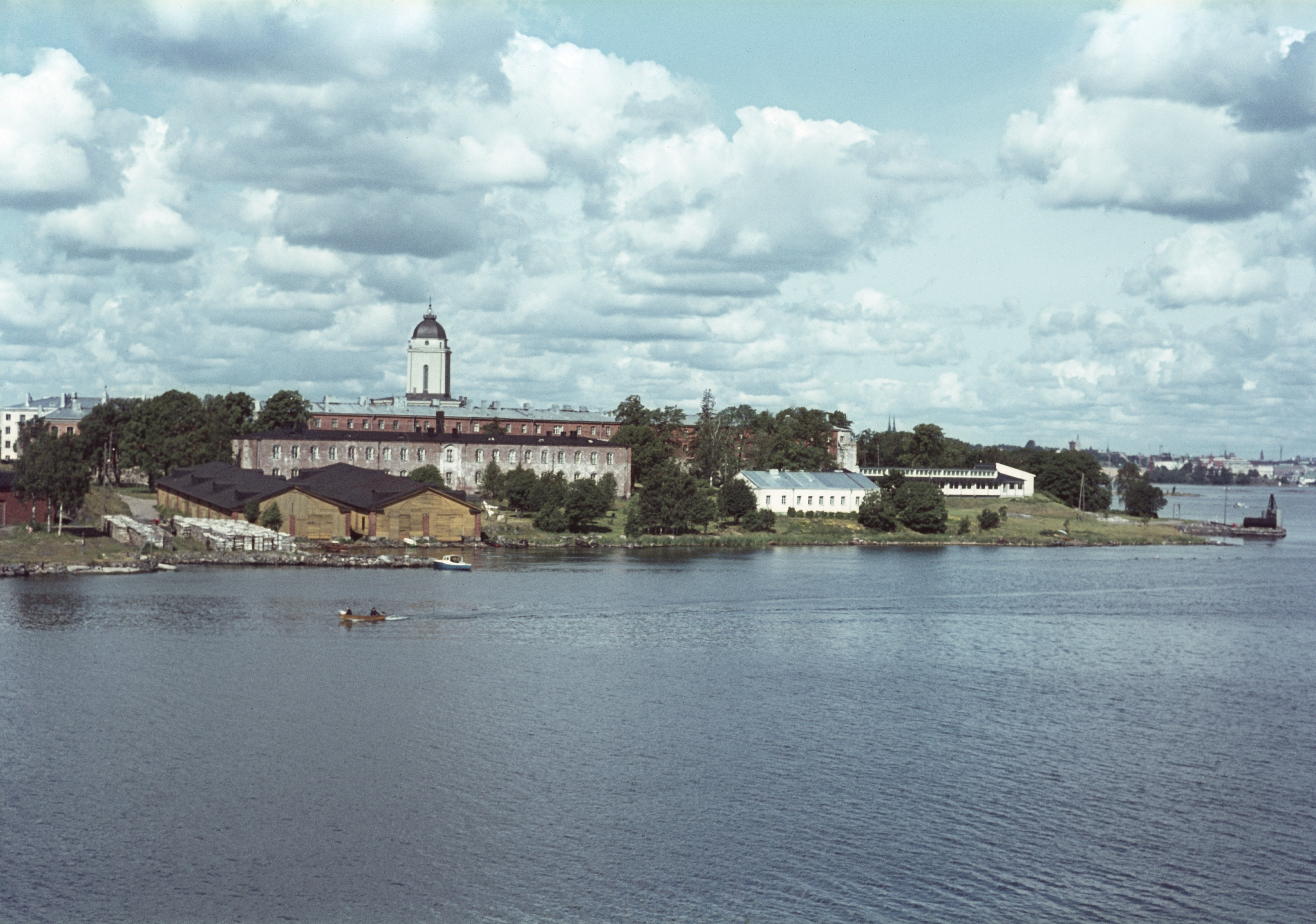
سوومنلينا
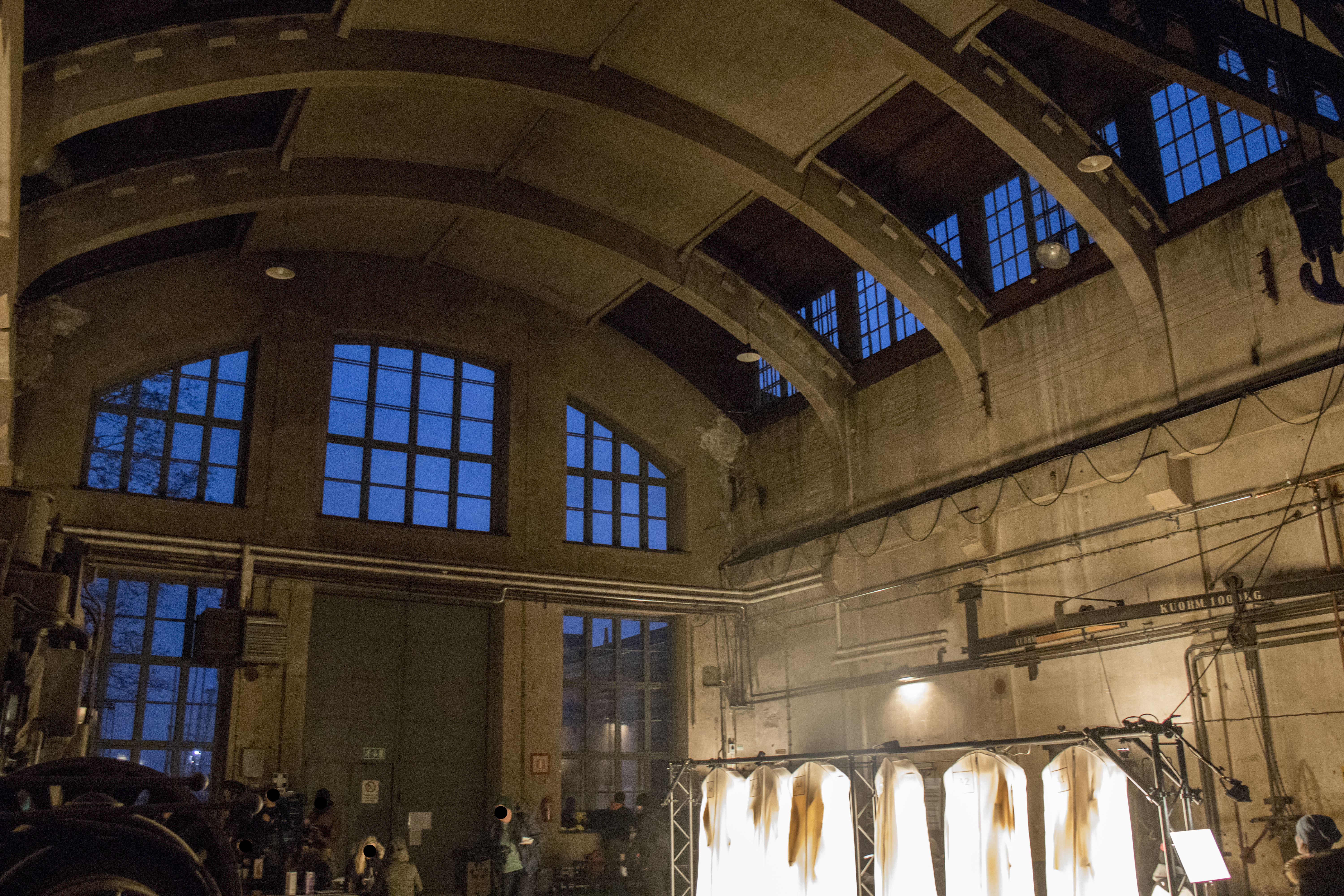
حوض بناء السفن في سومينلينا
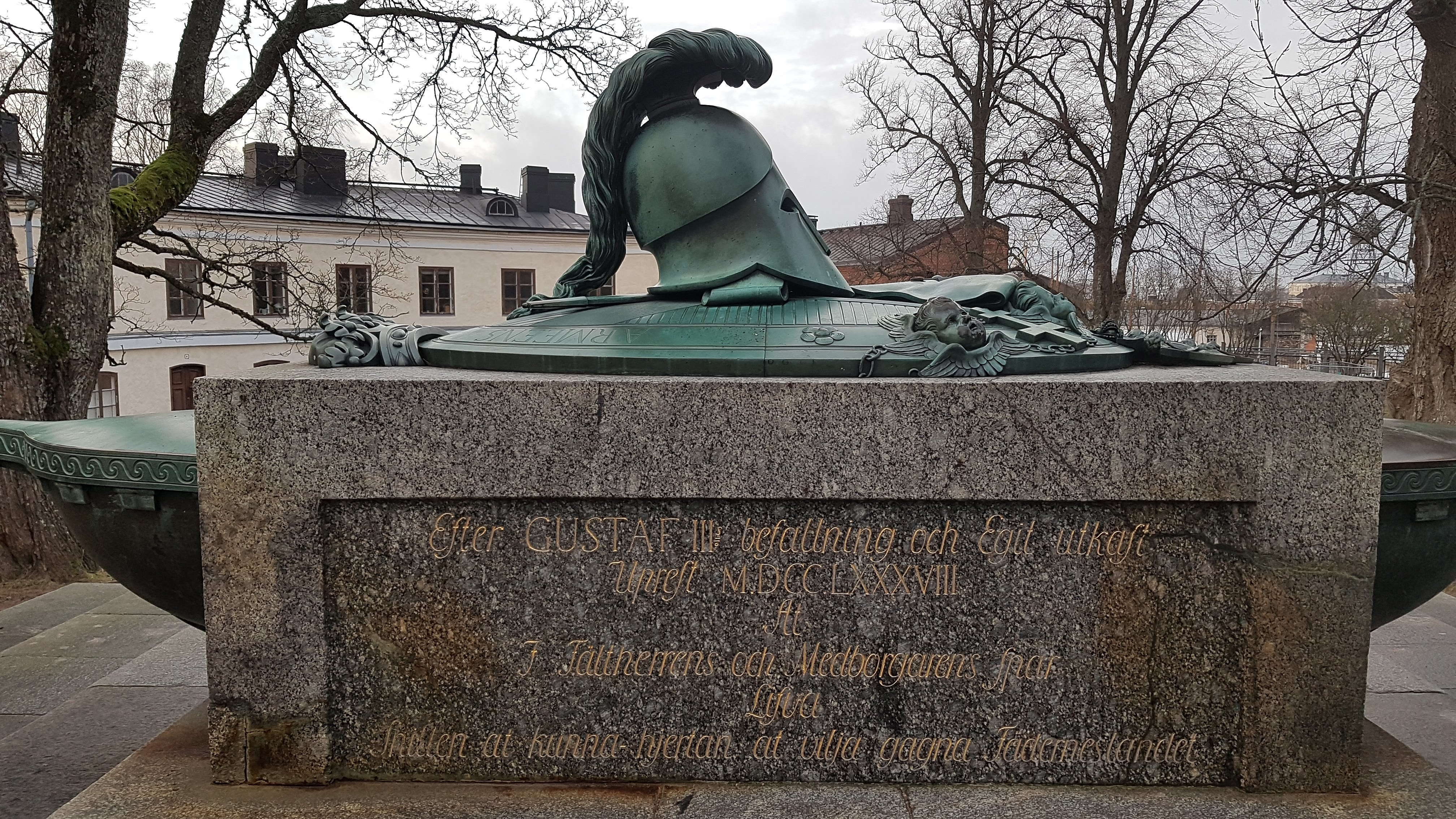
رمز فني
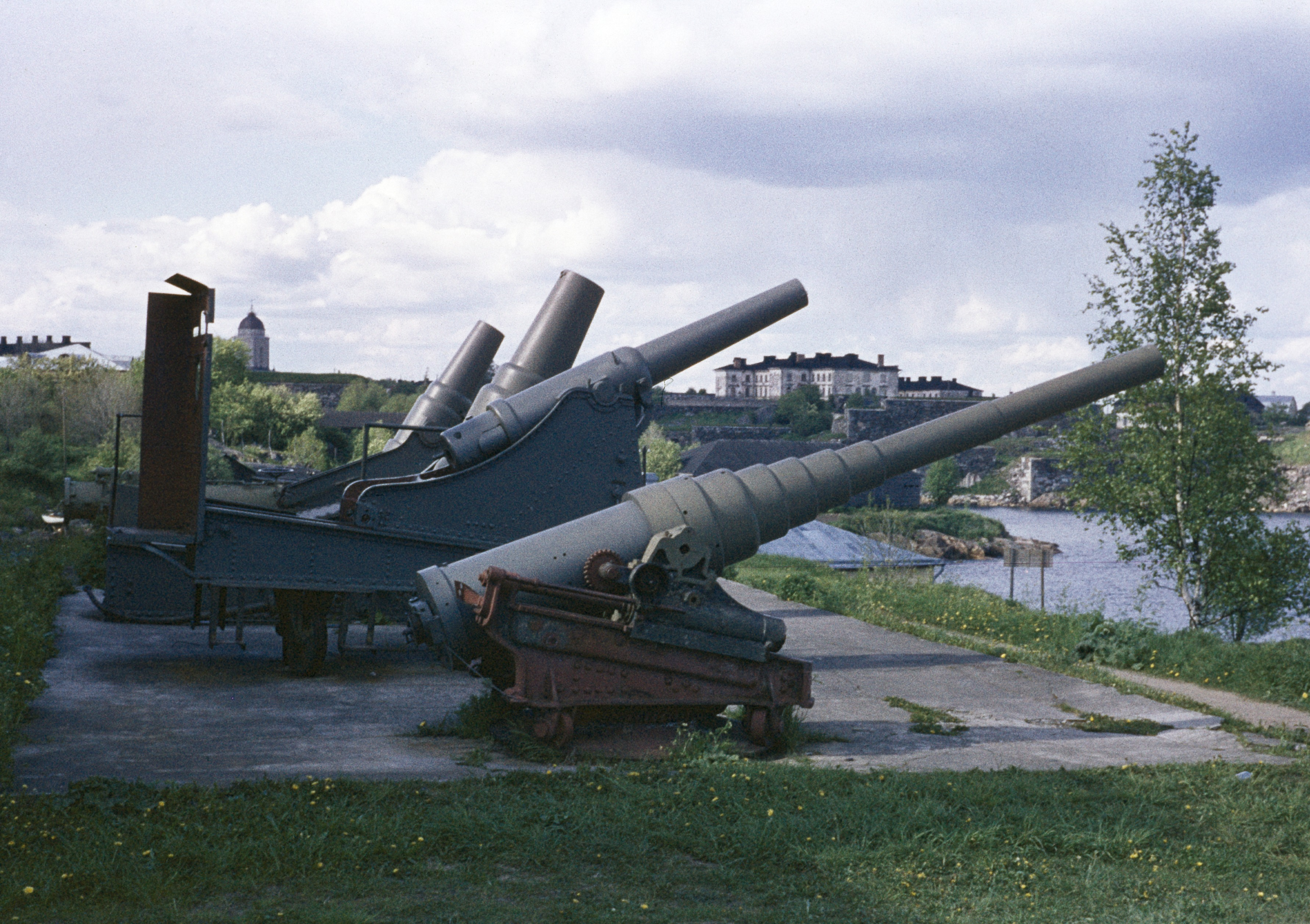
سوومنلينا
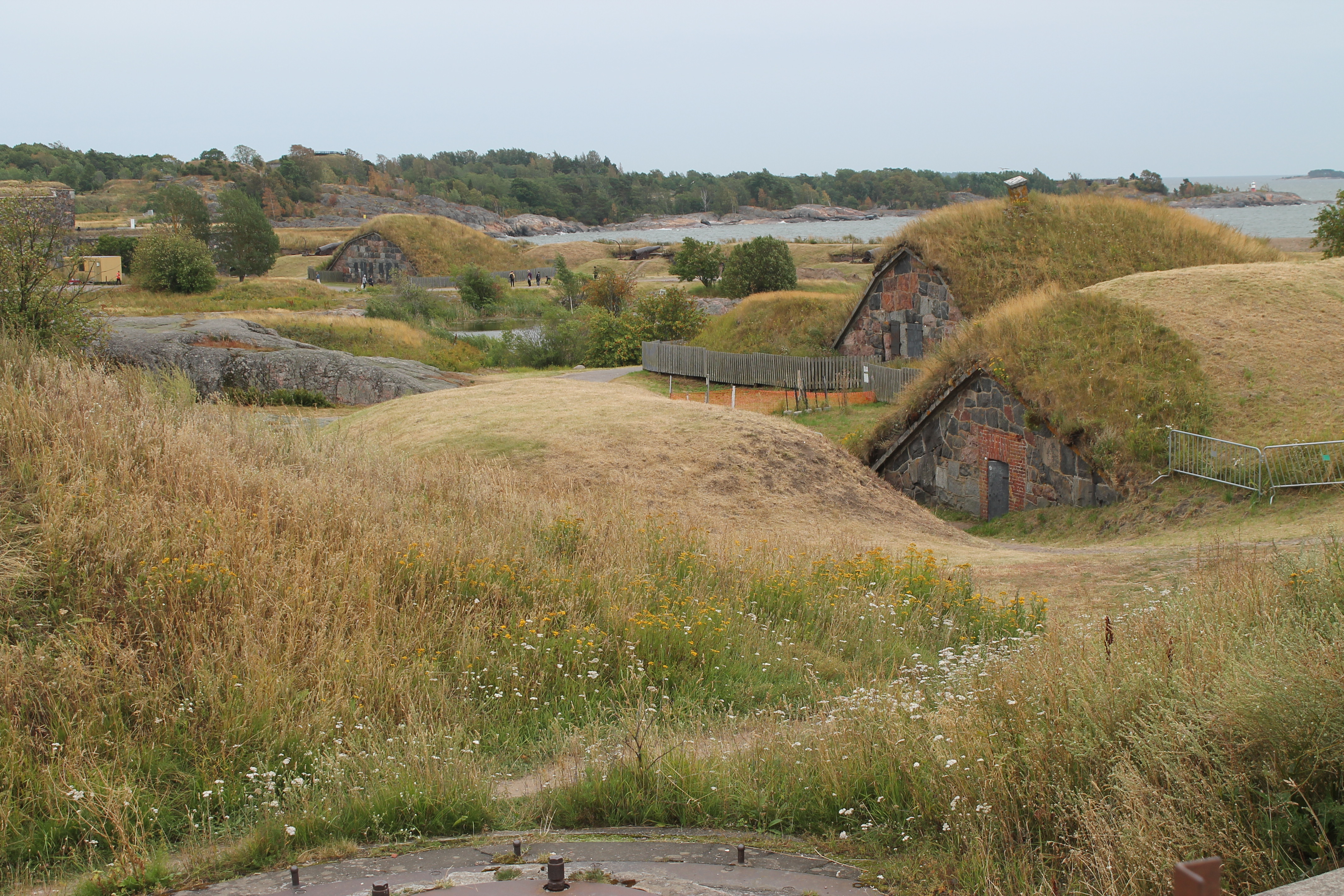
بيوت_سوومنلينا هلسنكي
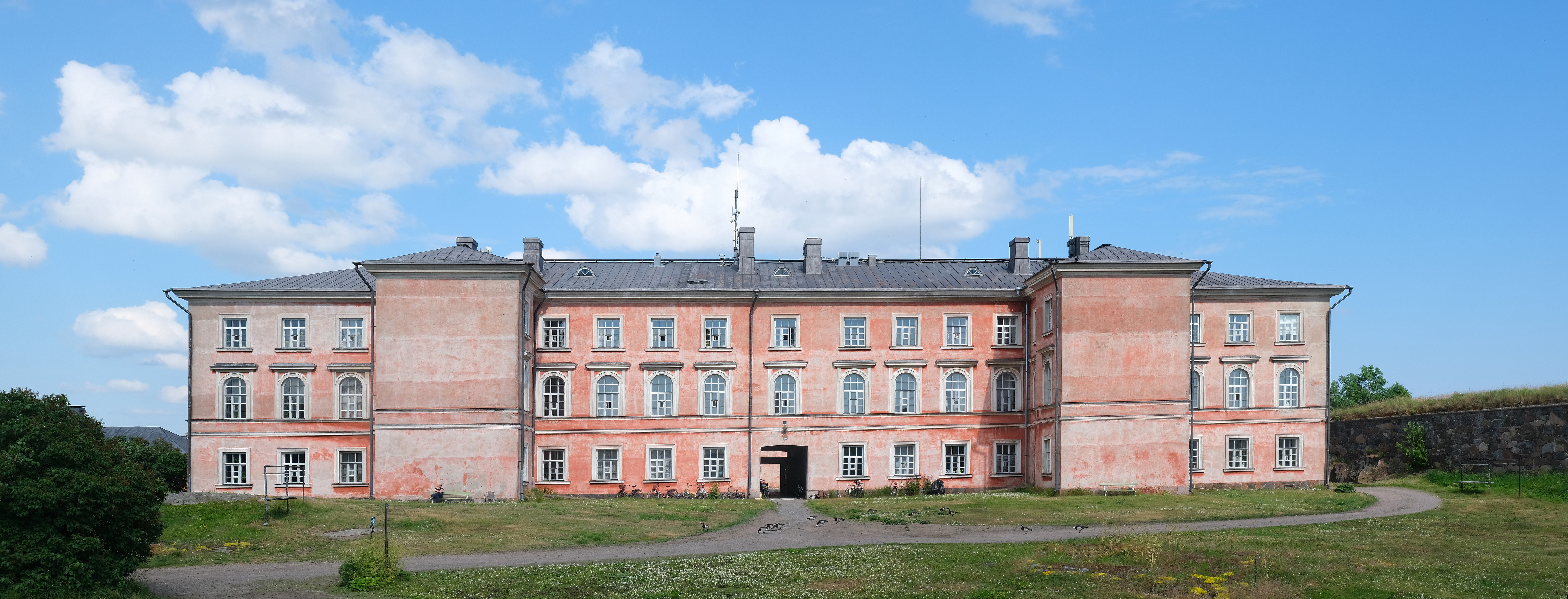
ثكنة فاسا
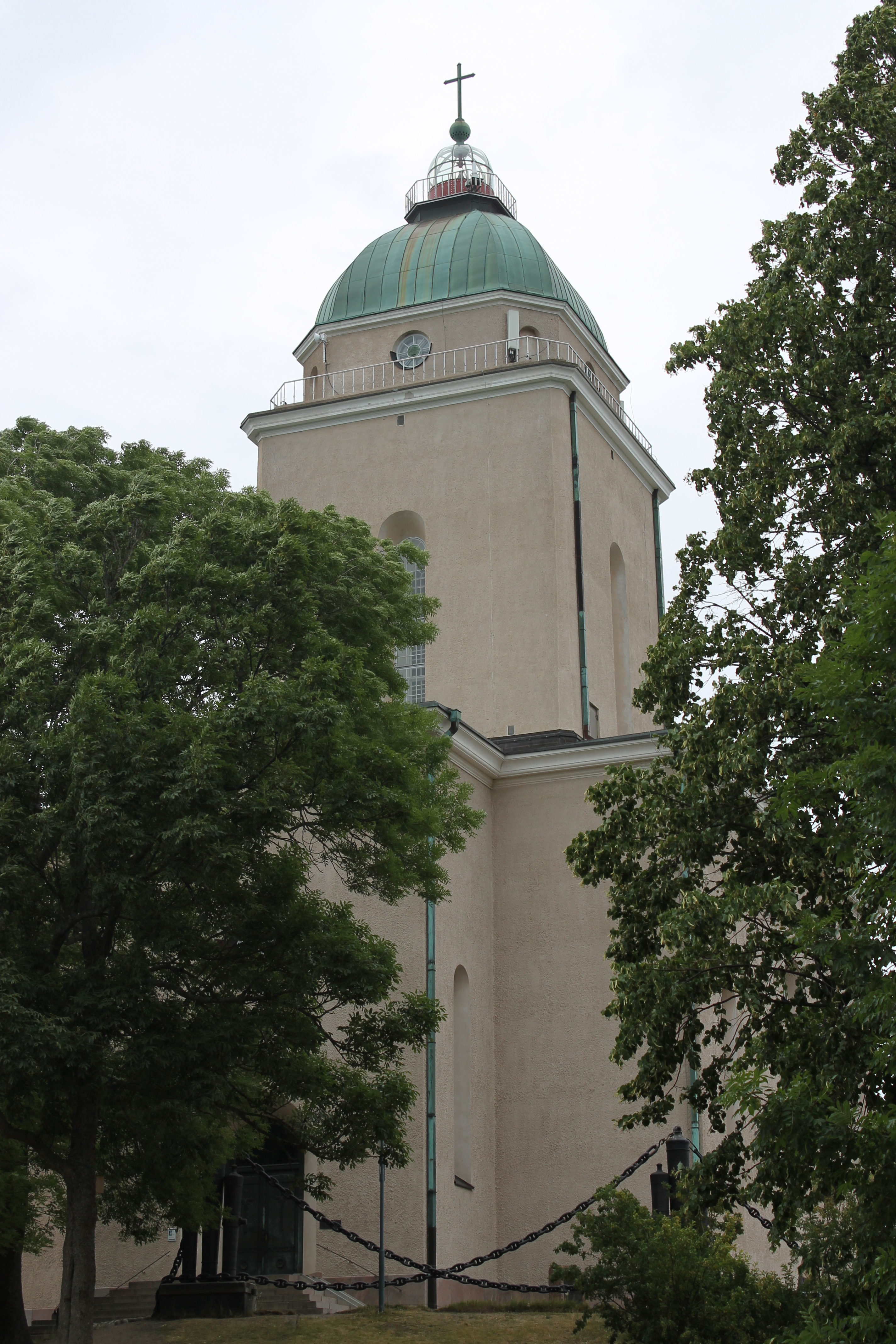
كنيسة سوومنلينا
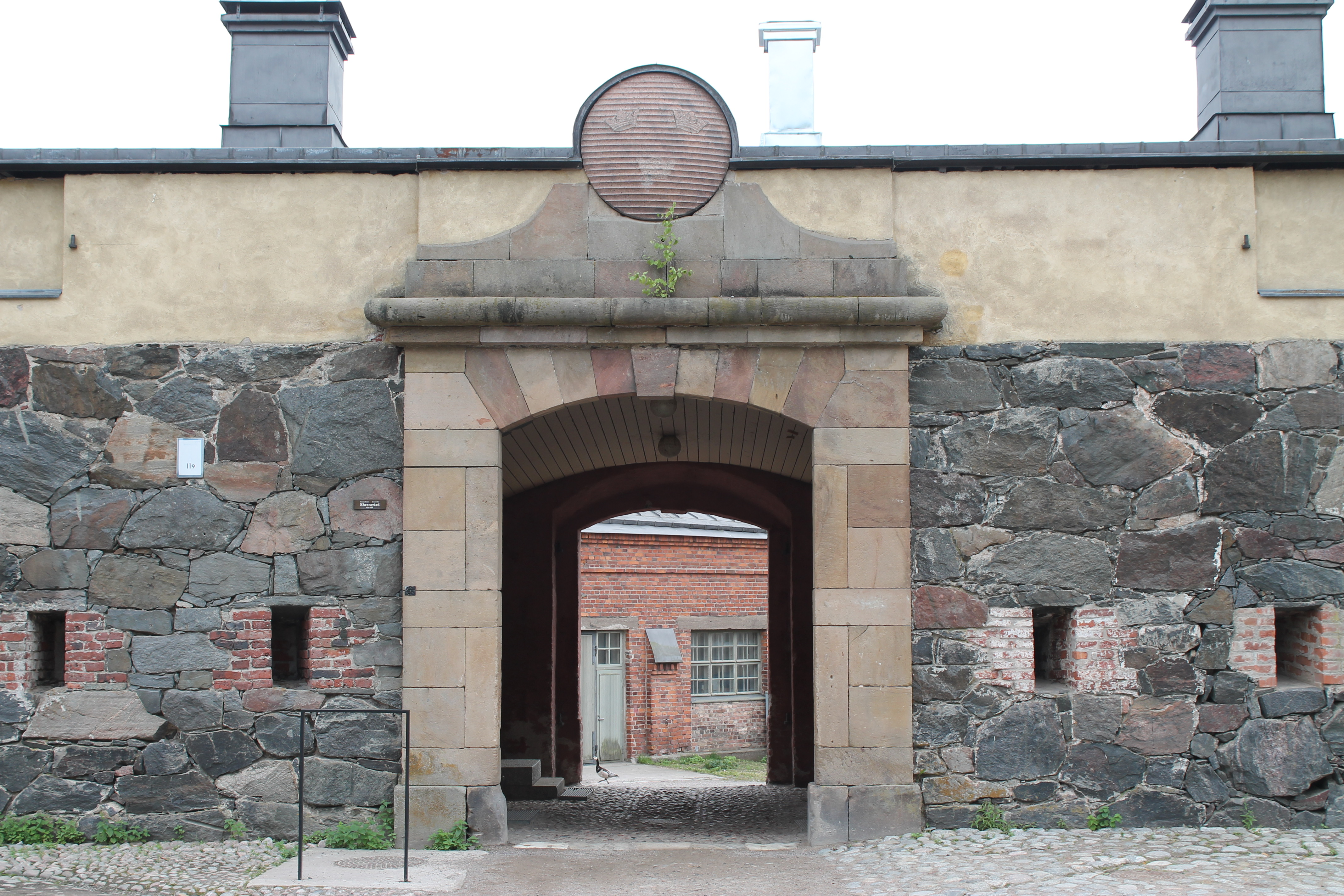
لقطة من سوومنلينا
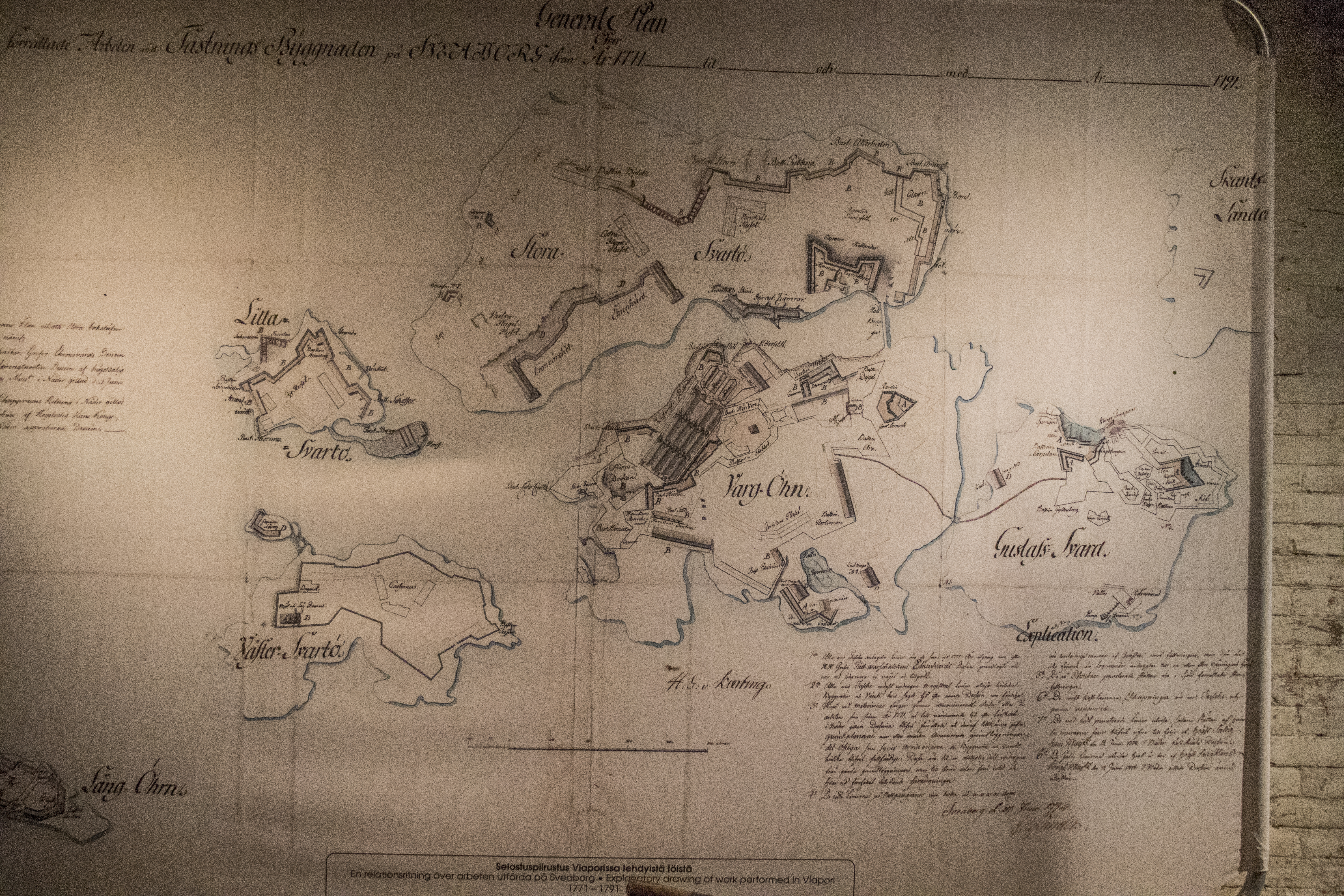
خريطة من القرن الثامن عشر
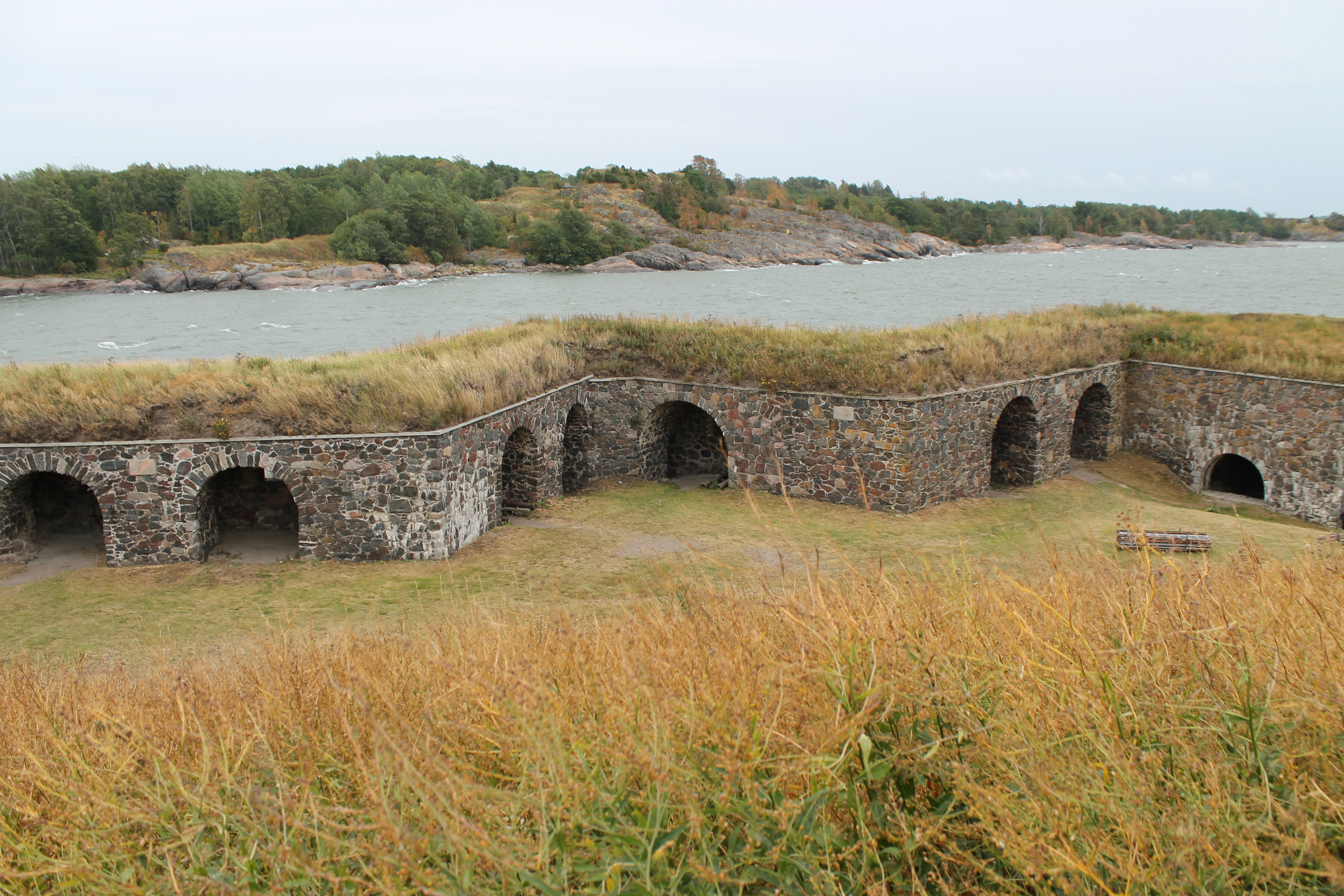
منظر المياه والحصن في سومينلينا في هلسنكي

## أعلام
- فيساريون بلنسكي
- فلاديمير غوردليفسكي